# Бихнер, Евгений Александрович
Евгений Александрович Бихнер (20 марта [1 апреля] 1861, Санкт-Петербург — 1913, Санкт-Петербург) — русский зоолог немецкого происхождения.

## Биография

### Происхождение
Дед по отцовской линии, выходец из Тюрингии Михаил Андреевич Бюхнер (1775 — до 1846), был мастером Санкт-Петербургского перчаточного цеха, или, как его ещё называли, «замшевый мастер». Он был женат на Терезе-Марии-Софии Ландграф. Когда он обосновался в Петербурге, точно неизвестно, но между 1813 и 1820 годами он стал владельцем дома 37 по Казанской улице. С 1846 года фамилия уже стала писаться Бихнер. Сын купца — «замшевого мастера» и отец зоолога Александр Михайлович Бихнер (?—1875) был придворным аптекарем, в конце жизни дослужился до чина действительного статского советника. Его семья занимала квартиру под номером 94 в Зимнем дворце. Мать Евгения Бихнера звали Александра Ивановна (?—1895), девичья фамилия её неизвестна.

### Образование и карьера
Евгений окончил реформатское училище, в 1879—1883 годах учился в Петербургском университете. Имел чин титулярного советника, состоял депутатом от дворянства и Санкт-Петербургским губернским гласным от Гдовского уезда. Из Гдовского уезда известны обширные сборы Бихнера — в частности, летучих мышей. С 1883 года служил при Академии наук учёным хранителем Зоологического музея. Регулярно исполнял обязанности директора Зоологического музея во время отсутствия Ф. Д. Плеске, служившего директором в 1893—1897 годах. За свою работу «Птицы Санкт-Петербургской губернии» получил от Петербургского общества естествоиспытателей премию князя Гинглята. В конце 1899 года ушёл в отставку по болезни.
В 1913 году покончил с собой.
Вдова Е. А. Бихнера Констанция-Луиза, или Констанция Оскаровна Бихнер владела домом № 37 на Казанской вплоть до 1917 года.

### Научная деятельность
Работа «Птицы Санкт-Петербургской губернии» не потеряла значения до сих пор, на неё продолжают ссылаться.
Бихнер принял большое участие в организации доставки жеребят лошадей Пржевальского из Монголии в Европу. Весной 1899 года встретил в Бийске 5 кобылок, пойманных охотниками купца Н. Ассанова, и 2 гибридных жеребят и с большими трудностями доставил их в Асканию-Нову. Это были первые лошади Пржевальского на Европейском континенте.
Важнейшей заслугой Е. А. Бихнера стала обработка результатов путешествий Н. М. Пржевальского по млекопитающим. Итоги работы публиковались отдельными выпусками (всего пять, с 1888 по 1894). В этой работе Бихнер описал большое число видов, признаваемых до сих пор, в том числе: дзерена Пржевальского (Procapra przewalskii), пеструшку Пржевальского (Eolagurus przewalskii), песчанку Пржевальского (Brachiones przewalskii), полёвку (Lasiopodomys fuscus), озёрную полёвку (Microtus limnophilus), большую дальневосточную полёвку (Microtus fortis), одноцветную мышовку (Sicista concolor), алашанского суслика (Spermophilus alashanicus), китайскую пищуху (Ochotona erythrotis), пищуху Козлова (Ochotona koslowi) и другие виды.
В честь Бихнера описывали таксоны Пауль Мачи (китайскую гигантскую летягу Petaurista buechneri (Matschie, 1907), младший синоним Petaurista xanthotis), Олдфилд Томас (форму полуденной песчанки Meriones meridianus buechneri Thomas, 1909), К. А. Сатунин (подвид летяги Pteromys volans buechneri Satunin, 1903), Г. Ф. Барышников (подвид медоеда Mellivora capensis buechneri Baryshnikov, 2000). В 1988 году в его честь М. А. Ербаева описала подрод пищух Buchneria.

## Отзывы современников
А. М. Никольский рисует малоприятный и довольно противоречивый образ:

Е. А. Бихнер, тоже <как и Ф. Д. Плеске> немецкого происхождения — откормленный, довольно красивый человек, весельчак по натуре, завсегдатай кафе-ресторанов и других подобных мест. С. М. Герценштейн, который при своём добродушии не отказывал однако себе в удовольствии пошутить, советовал Е. А. Бихнеру напечатать путеводитель по увеселительным местам Петербурга.

Бихнер, который рассчитывал на то, что его сделают директором Музея, почему-то заподозрил в А. П. Семёнове конкурента себе и какими-то тёмными средствами заставил его уйти из Музея.

Когда Плеске оставил Академию, Бихнер рассчитывал на то, что его назначат директором Музея. Но по предложению А. О. Ковалевского директором выбрали Заленского, и Бихнер ушёл в отставку. В семье Бихнера были душевнобольные и сам он опасался, что сойдет с ума. На этой почве Бихнер застрелился.

## Сочинения
- Beiträge zur Ornithologie des St.-Petersburger Gouvernements. // Beiträge zur Kenntniss des Russ. Reichs, 2 Folge, Bd. IV, 1881, совместно с Ф. Д. Плеске.
- Птицы Санкт-Петербургской губернии. // Тр. СПб. общ. ест., т. XIV, 1884 г.
- Die Vögel des St. Petersburger Gouvernements. // Beit. zur Kennt. des Russ. Reichs", 3 Folge, Bd. II.
- Zur Geschichte der Kaukasischen Ture (Capra caucasica Güld. und Capra cylindrikornes Blyth.) // Mémoires de l’Académie de St.-Petersbourg, 1887 г.
- Ueber das Fehlen des Eichhörnchens im Kaukasus. // Bull. de l’Acad. sc. de S.-Petersbourg. Nouv. ser. I, 1889;
- Die Säugethiers des Ganssu-Expedition (1884—1887) // Bull. de l’Acad. Sc. de St.-Pétersbourg, Nouv. ser. II (1890).
- Научные результаты путешествия Н. М. Пржевальского по Центральной Азии. Отдел Зоологический", том I. Млекопитающие. Вып. 1—4, 1888—1890.
- Млекопитающие, изд. Брокгауз-Ефрон. 1906.

## Комментарии
1. ↑  Редакторы публикации воспоминаний А. М. Никольского комментируют: «Эта незавидная роль принадлежала главным образом Ф. Д. Плеске, Бихнер был только союзником последнего в этом деле»[10]
2. ↑  Мнению А. М. Никольского о причинах отставки Бихнера противоречит тот факт, что, как следует из служебного дела Бихнера в Санкт-Петербургском архиве Академии Наук, Евгений Александрович около двух лет работал в Зоологическом музее одновременно с новым директором В. В. Заленским (Заленский занял должность директора в 1897 году, а Бихнер ушёл в отставку в конце 1899 года[6]). При этом на время отъездов или болезней Заленский назначал исполнять обязанности директора музея именно Бихнера[6].  В прошении об увольнении Бихнер указал, что он не имеет возможности продолжать службу из-за болезни[6].